# Strzelanina w szpitalu w Ostrawie
Strzelanina w szpitalu w Ostrawie – strzelanina, do której doszło 10 grudnia 2019 roku w szpitalu uniwersyteckim w Ostrawie w Republice Czeskiej. Sprawcą był 42-letni miejscowy mieszkaniec Ctirad Vitásek. W strzelaninie zginęło 8 osób, a 2 zostały ranne.

## Przebieg
Napastnik wszedł do poczekalni szpitala po godz. 7:00 i początkowo miał spokojnie przebywać w niej razem z innymi pacjentami szpitala. O godz. 7:15 miał wyciągnąć pistolet i zacząć strzelać. Napastnik według relacji świadków celował prosto w głowy ofiar. Zastrzelił na miejscu cztery osoby, dwie kolejne osoby zmarły niedługo po postrzale, a kolejna zmarła dzień po masakrze, przy czym dwie postrzelone osoby przeżyły zamach. Napastnik po ataku zaczął uciekać swoim samochodem na północ w kierunku granicy z Polską, ale jego pojazd został otoczony przez policję, po czym sprawca popełnił samobójstwo przez strzał w głowę z pistoletu.

## Sprawca
Sprawcą strzelaniny był 42-letni Ctirad Vitásek, który był mieszkańcem Ostrawy. Napastnik według jego rodziny i przyjaciół był zwykłym człowiekiem, który nigdy nie przejawiał skłonności do przemocy. Według relacji medialnych napastnik miał się dowiedzieć we wrześniu 2019 roku, że jest chory na nieuleczalną odmianę raka, po czym jego stan psychiczny miał się pogorszyć i zaczął on obwiniać szpitale o swoją chorobę, prawdopodobnie zaczął cierpieć na psychozę i depresję.

## Ofiary strzelaniny
Lista ofiar strzelaniny:

1. Simona D. (lat 51)
2. Oskar Janiak (lat 28)
3. Petr Lang (lat 49)
4. Robert P. (lat 46)
5. Eva S. (lat 68)
6. Petr Šorm (lat 39)
7. Dana Telnarová (lat 64)
8. Ctirad Vitásek (lat 42)